# Store Darum
Store Darum is een klein dorp in de gemeente Esbjerg in de Deense regio Zuid-Denemarken. Het dorp telde in 2007 928 inwoners. Even ten noorden van Store (grote) Darum ligt Lille Darum (kleine Darum). Beide maken deel uit van de parochie Darum.